# براندان جيل
براندان جيل (بالإنجليزية: Brendan Gill)‏ هو مؤلف وكاتب وصحفي أمريكي، ولد في 4 أكتوبر 1914 في هارتفورد في الولايات المتحدة، وتوفي في 27 ديسمبر 1997 في نيويورك في الولايات المتحدة.

## وصلات خارجية
- براندان جيل على موقع IMDb (الإنجليزية)
- براندان جيل على موقع الموسوعة البريطانية (الإنجليزية)
- براندان جيل على موقع روتن توميتوز (الإنجليزية)
- براندان جيل على موقع قاعدة بيانات برودواي على الإنترنت (الإنجليزية)
- براندان جيل على موقع قاعدة بيانات الفيلم (الإنجليزية)